# لوسيان آغومي
لوسيان آغومي (بالفرنسية: Lucien Agoumé) (مواليد 9 فبراير 2002) هو لاعب كرة قدم فرنسي يلعب في مركز الوسط في نادي إنتر ميلان.

## روابط خارجية
- لوسيان آغومي على موقع الاتحاد الأوربي (الإنجليزية)
- لوسيان آغومي على موقع رابطة كرة القدم الفرنسية للمحترفين (الإنجليزية)
- لوسيان آغومي على موقع إي إس بي إن إف سي (الإنجليزية)
- لوسيان آغومي على موقع قاعدة بيانات كرة القدم.إي يو (الإنجليزية)
- لوسيان آغومي على موقع ليكيب (الفرنسية)
- لوسيان آغومي على موقع Soccerbase.com (لاعب) (الإنجليزية)
- لوسيان آغومي على موقع Soccerway.com (الإنجليزية)
- لوسيان آغومي على موقع عالم كرة القدم.نت (الإنجليزية)